# Teresa Andrés Zamora
Pour les articles homonymes, voir Andrés et Zamora (homonymie).
Andrés  Zamora est un nom espagnol. Le premier nom de famille, en général paternel, est Andrés ; le second, en général maternel, souvent omis, est Zamora.
Teresa Andrés Zamora, née à Villalba de los Alcores le 27 février 1907 et morte à Paris 14e le 5 juillet 1946, est une universitaire, professeure de géographie et bibliothécaire républicaine espagnole liée à la Residencia de Señoritas de Madrid, exilée à Paris sous la dictature franquiste.

## Biographie
Universitaire, elle est professeure à partir de 1928 à l'Instituto-Escuela et à la Residencia de Señoritas de Madrid, où elle donne des cours de géographie.
Elle épouse l'écrivain et universitaire Emili Gómez Nadal, membre du Parti communiste espagnol.
Déléguée à Valence du Ministère d'Instruction Publique de la République espagnole, militante communiste, syndicaliste et féministe, elle doit s'exiler en Belgique, puis en France à la suite de la guerre d'Espagne.
Elle décède à Paris à l'âge de 39 ans.